# Cyclommatus hagedorni
Cyclommatus hagedorni là một loài bọ cánh cứng trong họ Lucanidae. Loài này được Nagai & Tsukamoto mô tả khoa học năm 2002.